# Philippe de Montmorency
Pour les articles homonymes, voir Philippe de Montmorency (homonymie).
Philippe II de Montmorency-Nivelle, comte de Hornes, né selon les sources vers 1518 ou au plus tôt en 1524 et au plus tard en 1526 vraisemblablement sur les terres héritées de sa trisaïeule Jeanne de Fosseux à Nivelle ou Nevele, mort décapité à Bruxelles le 5 juin 1568, est un noble des Pays-Bas bourguignons et des Pays-Bas espagnols, de haut rang de l'époque de Charles Quint et de Philippe II roi des Espagnes, souvent désigné par son titre de comte de Hornes. Défendant les libertés des Pays-Bas contre le cardinal Granvelle et la gouvernante Marguerite de Parme, opposé à la politique de répression de Philippe II dans les Pays-Bas, il est arrêté avec son parent le comte d'Egmont sur ordre du duc d'Albe avant d'être décapité le 5 juin 1568 à Bruxelles. 
Il est issu de la branche aînée de la maison française de Montmorency, étant l'arrière-petit-fils de Jean III de Montmorency, déshérité par son père et connu par la suite sous le nom de Jean de Nivelle (1422-1477); tandis que le connétable de France Anne de Montmorency est issu de la branche cadette. 
Philippe de Montmorency meurt aux côtés du comte Lamoral d'Egmont, victime comme lui de la répression menée par le duc d'Albe au début du soulèvement des Pays-Bas contre Philippe II d'Espagne.
Cette exécution a eu un grand retentissement en Europe et différents hommages lui ont été rendus.

## Biographie

Armes du Comte de Hornes.

### Origines familiales, famille et titres
Philippe II de Montmorency est le fils de Joseph (ou Josse) de Montmorency, seigneur de Nevele, fils de Philippe Ier de Montmorency-Nevele (1466-1526) et de Marie de Hornes, dame de Montigny, Lewarde, Achicourt, Achiet, Vimy, Farbus, Sauchy, etc. 
Sa mère est Jeanne d'Egmont, fille de Florent d'Egmont, comte de Buren. Elle est la sœur de Maximilien d'Egmont et la tante d'Anne d'Egmont de Buren, première épouse de Guillaume d'Orange.
La famille de Montmorency est d'origine française : son grand-père paternel, Philippe Ier, était le fils du célèbre Jean de Nivelle (1422-1477), fils aîné de Jean II de Montmorency (1404-1477). Jean de Montmorency, s'étant rebellé contre son père, a été déshérité, ainsi que son frère Louis de Montmorency-Fosseux (mort en 1490). Tous deux ont alors trouvé refuge dans des seigneuries héritées de leur mère : Nevele (dans le comté de Flandre ; en français : Nivelle) et Fosseux (près d'Arras, dans le comté d'Artois). L'héritage paternel (Montmorency) passe au troisième fils de Jean II, Guillaume (1453-1531), issu d'un second mariage, père du connétable Anne de Montmorency (1493-1567). Philippe II de Montmorency-Nevele est donc l'arrière-arrière-petit-fils de Jean II, tandis qu'Anne est son petit-fils : tous deux ont cependant participé à la bataille de Saint-Quentin (1557), le premier au service du roi d'Espagne, le second du roi de France. 
En 1543, Philippe de Montmorency épouse une protestante, Walburge de Neuenahr (1522-1600), dont il aura un fils, Philippe, qui mourra en bas âge.
Le titre de comte de Hornes (aussi orthographié « Horne » ou « Horn » ; en néerlandais : Horne ou Hoorn) lui vient du second époux de sa mère, Jean II de Hornes (1495-1540), mort sans postérité, qui était le cousin germain de sa grand-mère paternelle, Marie de Hornes de Montigny.
Il est aussi baron d'Altena, seigneur d'Achicourt, d'Achiet, de Vimy, de Farbus, du Bosquet, d'Escarpel), de Sauchy-Cauchy.

### Carrière au service des Habsbourg
Il commence sa carrière sous le règne de Charles Quint, qui gouverne les Pays-Bas en tant que descendant de Charles le Téméraire, mais est aussi roi d'Espagne en tant que petit-fils des Rois Catholiques et est élu empereur en 1519 en tant que chef de la maison de Habsbourg (petit-fils de Maximilien d'Autriche). 
Philippe de Montmorency, d'abord gentilhomme de bouche de Charles Quint. En 1555, l'année où Charles Quint abdique la souveraineté sur les Pays-Bas au profit de son fils Philippe, avant de lui céder l'Espagne en janvier 1556, il est nommé gouverneur (stathouder) de Gueldre et Zutphen et est fait chevalier de la Toison d'Or.
Il participe à la onzième guerre d'Italie (1557-1559), la dernière, qui se déroule pour une large part aux Pays-Bas, notamment à Saint-Quentin en 1557, où il commande l'aile droite de l'infanterie espagnole avec le comte Pierre-Ernest 1er de Mansfeld lors de l'assaut final contre l'armée française commandée par le connétable de Montmorency.
En 1558, il tente avec trois enseignes de troupes espagnoles aguerries de porter secours à Thionville, assiégée par les troupes françaises, mais est vaincu et contraint de se replier sur Luxembourg.
En 1558 encore, il est nommé amiral des Pays-Bas (nl).

### Dans l'opposition de la noblesse (1560-1565)
Après la victoire espagnole sur la France et le traité du Cateau-Cambrésis, Philippe II quitte les Pays-Bas pour l'Espagne, confiant la régence à la « gouvernante » Marguerite de Parme, sa demi-sœur, assistée par trois conseillers proches de Philippe : Antoine Perrenot de Granvelle, Viglius van Aytta et Charles de Berlaymont, trio appelé « la Consulte » par leurs adversaires.
En 1561, il est nommé membre du Conseil d'État, où il retrouve Guillaume d'Orange et Lamoral d'Egmont, mais cet organe de gouvernement, normalement le plus important auprès de la gouvernante, est marginalisé par la Consulte. 
En 1564, ils réussissent à obtenir de Philippe II le rappel du cardinal de Granvelle, mais cela ne suffit pas et, en 1565, un mouvement se développe au sein de la noblesse néerlandaise afin d'obtenir une inflexion de la politique de Philippe.

### La crise de 1566-1568
En 1566, l'affaire du Compromis des Nobles et du banquet des Gueux débouche sur les débuts de la révolte des Gueux (avril-mai 1566), qui prend un tournant inattendu en août avec la furie iconoclaste. 
C'est le début d'un affrontement entre l'armée de la régente et les calvinistes, notamment à Valenciennes. 
Au printemps 1567, alors qu'une armée espagnole commandée par le duc d'Albe s'approche des Pays-Bas pour rétablir l'ordre qui échappe à Marguerite de Parme, nombre d'opposants quittent le pays, notamment Guillaume d'Orange. Mais de Hornes et Egmont restent sur place. 
Arrivé à Bruxelles le 20 août 1567, le duc d'Albe, qui sera nommé quelques mois plus tard gouverneur général à la place de Marguerite de Parme, met en place un organe judiciaire ad hoc, le Conseil des troubles (Raad van Beroerten, très vite surnommé Bloedraad, « Conseil de sang »). 
De Hornes et Egmont, ainsi que le secrétaire de ce dernier, Jean de Casembroot (1525-1568), sont arrêtés le 9 septembre, le duc d'Albe ayant invité de Hornes et Egmont à une réunion du Conseil d'Etat afin de discuter de la situation du pays. Ils sont déférés pour haute trahison devant le Conseil des troubles. Après une longue période d'incarcération à Gand, au château des Espagnols, de Hornes et Egmont sont condamnés à mort, les principaux motifs invoquées contre de Hornes étant son soutien au Compromis des Nobles et la tolérance dont il avait fait preuve à Tournai envers les calvinistes en autorisant un lieu de culte hors les murs. 
Ils sont ramenés à Bruxelles le 3 juin et décapités le 5 sur la Grand-Place.

### La condamnation à mort et ses suites
Les biens de Philippe de Montmorency sont confisqués dès sa condamnation au profit du souverain Philippe II, mais le comté de Horn, fief du comté de Looz, qui est une possession du prince-évêque de Liège, est annexé par celui-ci. Philippe II n'insistera pas, ne voulant pas se heurter à un prince catholique important dans la situation où se trouvent les Pays-Bas.
Après la confiscation, l'épouse de Philippe de Montmorency s'exile à Cologne ; elle épousera en 1570 un parent, Adolphe de Neuenahr.
Au printemps 1568, Guillaume d'Orange lance une première offensive vers les Pays-Bas, mais elle n'aboutit pas, malgré un succès remporté à Heiligerlee le 23 mai. Ce n'est qu'en 1572 que les insurgés connaîtront de vrais succès.
L'exécution des deux hommes a lieu le 5 juin 1568 sur la Grand-Place de Bruxelles.
Son frère Florent de Montmorency, baron de Montigny (1528-1570), qui avait été envoyé en Espagne en 1566 avec Jean IV de Glymes, marquis de Berghes, pour négocier avec Philippe II à la suite du Compromis des Nobles, et avait été assigné à résidence lorsque la nouvelle de la furie iconoclaste arrive à Madrid, est aussi condamné à mort par le Conseil des troubles. Il meurt en Espagne en octobre 1570, étranglé dans sa cellule, mais officiellement de maladie.
L'exécution d'Egmont et de Hornes a eu un grand retentissement en Europe. Elle est notamment évoquée dans les Essais de Montaigne (Livre 1, chapitre VII, « Que l'intention juge nos actions ») : « le dict comte d'Aiguemond, soubs la foy duquel le comte de Horne s'estoit venu rendre au duc d'Albe, requit avec grande insistance qu'on le feist mourir le premier, à fin que sa mort l'affranchist de l'obligation qu'il avoit audit comte de Horne. »

## Hommages
L'astéroïde (13112) Montmorency, découvert en 1993, a été nommé en son honneur.
Un if commémorant sa décapitation a été planté à Braine-le-Château par Martin de Horn, seigneur de Braine, le 5 juin 1568. C'est aujourd'hui l'arbre commémoratif de Wallonie le plus ancien dont la date de plantation soit connue.
Un monument, la fontaine des comtes d'Egmont et de Hornes, avec une statue des deux hommes, œuvre de Charles-Auguste Fraikin réalisée en 1864, a été mis en place à Bruxelles sur la Grand-Place, à l'emplacement où l'échafaud avait été dressé en 1568 ; en 1879, la fontaine a été déplacée dans le square du Petit Sablon, devant le palais d'Egmont.

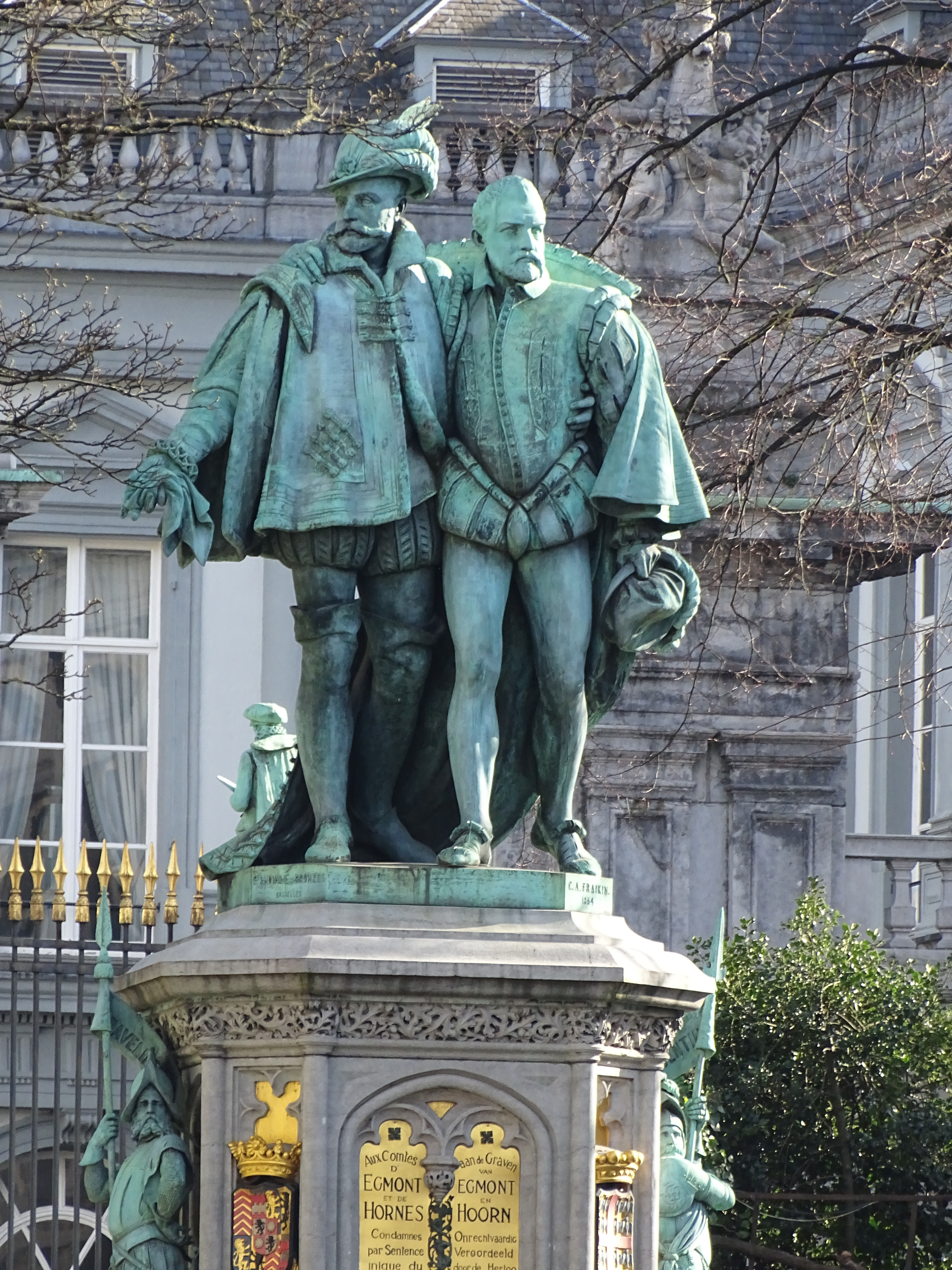
Statue sur la fontaine des comtes d'Egmont et de Hornes[13] à Bruxelles.